# 11545 Hashimoto
11545 Hashimoto este un asteroid din centura principală de asteroizi.

## Descriere
11545 Hashimoto este un asteroid din centura principală de asteroizi. A fost descoperit pe 26 octombrie 1992 la Kitami de Kin Endate și Kazuro Watanabe. Asteroidul prezintă o orbită caracterizată de o semiaxă mare de 2,38 ua, o excentricitate de 0,24 și o înclinație de 3,7° în raport cu ecliptica.